# Kleiner Kapberg
Kleiner Kapberg – wzgórze we Frankfurcie nad Odrą, w dzielnicy Booßen, nieopodal drogi krajowej B112 (po jej zachodniej stronie); jego wysokość wynosi 108,2 m.